# Stružec Posavski
Stružec Posavski is een plaats in de gemeente Orle in de Kroatische provincie Zagreb. De plaats telt 63 inwoners (2001).